# Nekrolog 1708
Nekrolog
◄◄
| ◄
| 1704
| 1705
| 1706
| 1707
| 1708 | 1709 | 1710 | 1711 | 1712 | ► | ►►
Weitere Ereignisse | Allgemeiner Nekrolog 1708
Die Beschreibung der verstorbenen Person sollte so kurz wie möglich gehalten sein und nur deren signifikante Tätigkeit(en) enthalten.
Neue Namen ggf. auch unter dem Geburts- und Sterbedatum, also etwa unter 1. Januar und im Geburts- und Sterbejahr (2024) eintragen (nur bei entsprechender großer Wichtigkeit). Für Beispiele siehe die schon vorhandenen Artikel.
Außerdem über die fünf zuletzt Verstorbenen, zu denen es einen ausreichend guten Artikel für eine Präsentation auf der Hauptseite gibt, nach der todesbedingten Überarbeitung der Artikel ggf. auch unter Wikipedia Diskussion:Hauptseite informieren und sie am besten auch in den anderen Wikipedia-Sprachversionen eintragen. Tipp: Regelmäßig bei news.google.de nach „ist tot“, „gestorben“ oder „verstorben“ suchen.
Wenn eine Person gestorben ist, gibt es viele Seiten zu dieser Person in der Wikipedia, die davon auch betroffen sind und entsprechend aktualisiert werden müssen. Beispiele: Namenübersichtsseite, Geburtsjahr, Geburtsort-Seiten und viele mehr.
Wie finde ich die betroffenen Seiten?
Im Suchfeld auf der linken Seite gibt man den Suchbegriff so ein: „Vorname Nachname“. Dann klickt man auf Volltext und alle Seiten mit entsprechendem Suchtext werden aufgerufen. Hier sieht man dann schnell, wo auch das Todesjahr Sinn macht oder sogar ein Teil des Artikels angepasst werden muss. Auch hilft das „Werkzeug“ auf der linken Seite sehr gut, um solche Seiten aufzufinden: „Links auf diese Seite“. Somit ist die Wikipedia wieder aktuell in allen Bereichen! Hinweis: bei Eintragung der Kategorie „Gestorben JAHR“ wird der Missbrauchsfilter 49 ausgelöst, was jedoch nicht schlimm ist. Siehe: Spezial:Missbrauchsfilter/49
Dies ist eine Liste von im Jahr 1708 verstorbenen bekannten Persönlichkeiten. Die Einträge erfolgen innerhalb der einzelnen Daten alphabetisch sortiert. Tiere sind im Nekrolog für Tiere zu finden.

## Januar
| Tag        | Name                              | Beruf, bekannt als | Alter | Beleg |
| ---------- | --------------------------------- | --- | ----- | ----- |
| 1. Januar  | Esdras Edzardus                   | deutscher Theologe und Judenmissionar | 78    |       |
| 1. Januar  | Adam Eckenbrecht von der Malsburg | Hessen-Kasseler Staatsbeamter und Politiker | 51    |       |
| 11. Januar | Gustav Carlsson von Börring       | vorehelicher Sohn des Königs Carl X. Gustav von Schweden, Offizier in schwedischen und generalstaatlich-niederländischen Diensten, schwedischer Graf sowie schwedischer und friesischer Großgrundbesitzer | 58    |       |
| 24. Januar | Friedrich II.                     | Landgraf von Hessen-Homburg | 74    |       |
| 31. Januar | Friedrich Seyler                  | Schweizer Pfarrer und Theologe | 65    |       |

## Februar
| Tag         | Name                                  | Beruf, bekannt als                                                                                  | Alter | Beleg |
| ----------- | ------------------------------------- | --------------------------------------------------------------------------------------------------- | ----- | ----- |
| 1. Februar  | Ferdinand Gobert von Aspremont-Lynden | General und Feldmarschall                                                                           |       |       |
| 1. Februar  | Wolfgang Steinböck                    | österreichischer Steinmetzmeister und Bildhauer des Barock, Bürgermeister von Eggenburg (1703–1707) |       |       |
| 2. Februar  | Johann Ulrich Pregizer III.           | deutscher Jurist und Historiker                                                                     | 61    |       |
| 8. Februar  | Matthias Starck                       | deutscher Weihbischof, Theologe und Philosoph                                                       | 79    |       |
| 9. Februar  | Wilhelm Stettler                      | Schweizer Miniaturmaler und Barockmaler                                                             |       |       |
| 18. Februar | Wilhelm Rettinghaus                   | deutscher Amerikamigrant, mennonitischer Prediger                                                   |       |       |
| 21. Februar | Detlev Clüver                         | deutscher Mathematiker, Astronom und Philosoph                                                      |       |       |
| 29. Februar | Anton Faistenberger                   | österreichischer Maler und Radierer                                                                 |       |       |

## März
| Tag      | Name                          | Beruf, bekannt als                            | Alter | Beleg |
| -------- | ----------------------------- | --------------------------------------------- | ----- | ----- |
| 1. März  | Nikolaus Hanneken             | deutscher Arzt und Stadtphysicus von Lübeck   | 68    |       |
| 3. März  | Sigmund Carl von Castel-Barco | Bischof von Chiemsee                          | 47    |       |
| 4. März  | August Benedict Carpzov       | deutscher Rechtswissenschaftler               | 63    |       |
| 8. März  | Niklaus Bernoulli             | Schweizer Kaufmann und Politiker              | 84    |       |
| 13. März | John Pole, 3. Baronet         | englischer Adliger und Politiker              | 58    |       |
| 16. März | Sixt Christian Lipenius       | deutscher Theologe, Pädagoge und Bibliothekar | 43    |       |
| 17. März | Antoine de Reynold            | Schweizer römisch-katholischer Geistlicher    |       |       |
| 18. März | Georg Thormann                | Schweizer evangelischer Geistlicher           | 52    |       |
| 19. März | Samuel Rodigast               | deutscher Dichter                             | 58    |       |
| 25. März | Jakob Friedrich Rühle         | Reichsritter und Syndikus von Heilbronn       | 78    |       |
| 27. März | Françoise Jacob de Montfleury | französische Schauspielerin                   |       |       |

## April
| Tag       | Name                             | Beruf, bekannt als                                                                                | Alter | Beleg |
| --------- | -------------------------------- | ------------------------------------------------------------------------------------------------- | ----- | ----- |
| 4. April  | Johann Rudolf Sinner             | Schweizer Staatsmann und Schultheiß                                                               |       |       |
| 5. April  | Christian Heinrich               | Vater der beiden Markgrafen Georg Friedrich Karl und Friedrich Christian von Brandenburg-Kulmbach | 46    |       |
| 8. April  | Francesco Nerli der Jüngere      | italienischer Kardinal und Kardinalstaatssekretär                                                 |       |       |
| 15. April | Friedrich von Lüdinghausen Wolff | deutscher Jesuit, kaiserlicher Capellan, Berater des Kaisers Leopold                              | 64    |       |
| 19. April | Teresa Muratori                  | italienische Malerin und Musikerin                                                                | 46    |       |
| 23. April | Christian August                 | Pfalzgraf und erster Herzog von Pfalz-Sulzbach                                                    | 85    |       |
| April     | Abraham Storck                   | niederländischer Marinemaler                                                                      |       |       |

## Mai
| Tag     | Name                          | Beruf, bekannt als                                                 | Alter | Beleg |
| ------- | ----------------------------- | ------------------------------------------------------------------ | ----- | ----- |
| 3. Mai  | Carlo Antonio Carlone         | Baumeister                                                         |       |       |
| 6. Mai  | François de Montmorency-Laval | erster katholischer Bischof in Kanada                              | 85    |       |
| 8. Mai  | Maximilian Danhammer          | böhmischer Sakristan                                               |       |       |
| 8. Mai  | Johann Barthold Niemeier      | deutscher Logiker und lutherischer Theologe                        | 63    |       |
| 11. Mai | Jules Hardouin-Mansart        | französischer Architekt                                            | 62    |       |
| 11. Mai | Luneburg Mushard              | deutscher Schulmann und Historiker                                 | 35    |       |
| 12. Mai | Adolf Friedrich II.           | Herzog zu Mecklenburg, regierender Herzog von Mecklenburg-Strelitz | 49    |       |
| 13. Mai | Giovanni Battista Draghi      | italienischer Organist, Cembalist und Komponist                    |       |       |
| 18. Mai | Arvid Axel Mardefelt          | schwedischer Offizier                                              |       |       |
| 19. Mai | Otto Vellingk                 | schwedischer General und Geheimrat                                 |       |       |
| 23. Mai | Johann Adam Osiander          | deutscher Mediziner und Physiker                                   | 48    |       |
| 26. Mai | Johann Burckard Rosler        | deutscher Verwaltungsjurist und evangelischer Kirchenlieddichter   | 65    |       |
| 26. Mai | Johann Friedrich Ruopp        | deutscher Kirchenlieddichter und Pfarrer                           | 36    |       |

## Juni
| Tag      | Name                    | Beruf, bekannt als                                                 | Alter | Beleg |
| -------- | ----------------------- | ------------------------------------------------------------------ | ----- | ----- |
| 8. Juni  | Andreas Trost           | deutsch-österreichischer Kupferstecher                             |       |       |
| 10. Juni | Friedrich von Ahlefeldt | Herr auf Rixingen (Réchicourt), Langeland General und Statthalter. | 46    |       |
| 12. Juni | Franziskus Klesin       | deutscher Abt                                                      | 64    |       |
| 15. Juni | Romeyn de Hooghe        | niederländischer Kupferstecher                                     | 62    |       |
| 21. Juni | Frederik von Gabel      | dänischer Staatsmann und Kaufmann                                  |       |       |
| 23. Juni | Joseph Vogler           | deutscher Ordensgeistlicher und Theologe                           | 47    |       |
| 30. Juni | Christian Eberhard      | Fürst von Ostfriesland                                             | 42    |       |
| 30. Juni | Tekle Haymanot I.       | Negus Negest (Kaiser) von Äthiopien                                |       |       |

## Juli
| Tag      | Name                                | Beruf, bekannt als                                                  | Alter | Beleg |
| -------- | ----------------------------------- | ------------------------------------------------------------------- | ----- | ----- |
| 5. Juli  | Ferdinando Carlo von Gonzaga-Nevers | Herzog von Mantua und Montferrat                                    | 55    |       |
| 7. Juli  | Konrad Samuel Schurzfleisch         | deutscher Historiker, Polyhistor und Bibliothekar                   | 66    |       |
| 11. Juli | Philipp Ludwig von Canstein         | brandenburgischer Offizier und Kommandeur                           | 39    |       |
| 21. Juli | Conrad von Reventlow                | dänischer Politiker, Premierminister und Großkanzler                | 64    |       |
| 28. Juni | Melchor Liñán y Cisneros            | Erzbischof von Lima, Gouverneur von Neu-Granada, Vizekönig von Peru | 78    |       |

## August
| Tag        | Name                             | Beruf, bekannt als                                                          | Alter | Beleg |
| ---------- | -------------------------------- | --------------------------------------------------------------------------- | ----- | ----- |
| 1. August  | Edward Tyson                     | britischer Arzt und Zoologe                                                 |       |       |
| 4. August  | Vincenzo de Grandis              | italienischer Kapellmeister und Komponist                                   | 77    |       |
| 8. August  | Heinrich Arnold Stockfleth       | deutscher Theologe                                                          | 65    |       |
| 15. August | Jacob von Sandrart               | Kupferstecher und Verleger in Nürnberg                                      | 78    |       |
| 19. August | Gotthelf Friedrich von Schönberg | kursächsischer Kammerherr                                                   | 77    |       |
| 21. August | Caspar von Corswant              | brandenburgisch-preußischer Regierungs- und Hofgerichtsrat in Hinterpommern | 74    |       |
| August     | Ernst Siegmund von Marienthal    | sächsischer Beamter                                                         |       |       |

## September
| Tag           | Name                               | Beruf, bekannt als                                                    | Alter | Beleg |
| ------------- | ---------------------------------- | --------------------------------------------------------------------- | ----- | ----- |
| 1. September  | Christoph Dietrich Bose der Ältere | Gutsbesitzer und königlich-polnischer und kursächsischer Geheimer Rat | 79    |       |
| 2. September  | Nikolaus Michaelis                 | Jurist und Bürgermeister von Greifswald                               | 62    |       |
| 3. September  | Christian Liebe                    | deutscher Komponist und Organist                                      | 53    |       |
| 8. September  | Evert Collier                      | niederländischer Zeitalter-Maler                                      | 66    |       |
| 10. September | José Sarmiento Valladares          | Vizekönig von Neuspanien                                              | 65    |       |
| 14. September | Johann Baptist Adolph              | Jesuit und Bühnendichter                                              | 51    |       |
| 18. September | Bénigne Dauvergne de Saint-Mars    | französischer Soldat und Gefängnisdirektor                            |       |       |
| 26. September | Johann Heinrich Rahn               | Schweizer Historiker und Politiker                                    | 62    |       |
| 30. September | Bärmann Fränkel                    | Landesrabbiner des Markgraftum Ansbach                                |       |       |

## Oktober
| Tag         | Name                               | Beruf, bekannt als                                                                   | Alter | Beleg |
| ----------- | ---------------------------------- | ------------------------------------------------------------------------------------ | ----- | ----- |
| 1. Oktober  | John Blow                          | englischer Komponist                                                                 | 59    |       |
| 1. Oktober  | John Coggeshall junior             | britischer Politiker                                                                 |       |       |
| 2. Oktober  | Anne-Jules de Noailles             | Marschall von Frankreich                                                             | 58    |       |
| 7. Oktober  | Gobind Singh                       | zehnter und letzter Guru des Sikhismus                                               | 41    |       |
| 8. Oktober  | Giacomo Antonio Morigia            | italienischer Theologe, Bischof und Kardinal                                         | 75    |       |
| 9. Oktober  | Olympia Mancini                    | durch Heirat Gräfin von Soissons, Mätresse Ludwigs XIV.                              |       |       |
| 10. Oktober | David Gregory                      | schottischer Mathematiker                                                            | 49    |       |
| 11. Oktober | Rudolf Friedrich von Lattorff      | königlich-preußischer Generalmajor                                                   |       |       |
| 11. Oktober | Ehrenfried Walther von Tschirnhaus | deutscher Naturforscher, Mathematiker und Physiker                                   | 57    |       |
| 13. Oktober | Friedrich von Hessen-Darmstadt     | Landgraf von Hessen-Darmstadt, russischer General                                    | 31    |       |
| 18. Oktober | Heinrich von Nassau-Ouwerkerk      | niederländischer, später englischer Militärführer, Herr auf Ouwerkerk und Woudenberg | 67    |       |
| 21. Oktober | Christian Weise                    | deutscher Satiriker und Dramatiker                                                   | 66    |       |
| 22. Oktober | Hermann Witsius                    | niederländischer reformierter Theologe                                               | 72    |       |
| 23. Oktober | Lydie de Rochefort-Théobon         | französische Hofdame, Mätresse Ludwigs XIV.                                          | 70    |       |
| 28. Oktober | Franz Martinelli                   | österreichischer Architekt                                                           |       |       |

## November
| Tag          | Name                                   | Beruf, bekannt als                                                                      | Alter | Beleg |
| ------------ | -------------------------------------- | --------------------------------------------------------------------------------------- | ----- | ----- |
| 2. November  | Antoine de La Fosse                    | französischer Dramatiker                                                                |       |       |
| 4. November  | Henriette Catharina von Oranien-Nassau | niederländische Prinzessin aus dem Haus Oranien, durch Heirat Fürstin von Anhalt-Dessau | 71    |       |
| 4. November  | Johann Heinrich Keller                 | schweizerischer Kunstschreiner                                                          | 81    |       |
| 7. November  | Ludolf Bakhuizen                       | niederländischer Marinemaler                                                            | 77    |       |
| 8. November  | Georg von Dänemark                     | Ehemann der britischen Königin Anna                                                     | 55    |       |
| 18. November | Johann Rudolf Zwinger                  | Schweizer reformierter Pfarrer, Theologe und Hochschullehrer                            | 48    |       |
| 20. November | Paul Strudel                           | österreichischer Bildhauer                                                              |       |       |
| 22. November | Magnus Daniel Omeis                    | deutscher Dichter und Philosoph des Barock                                              | 62    |       |
| 22. November | Bernhard von Plettenberg               | Domherr in Münster                                                                      |       |       |
| 27. November | John Greene junior                     | britischer Politiker und Offizier                                                       | 88    |       |
| 28. November | Anton van Dale                         | niederländischer mennonitischer Prediger, Arzt und Autor religiöser Texte               | 70    |       |
| 30. November | Georg Wonna                            | Pfarrer, Gymnasialprofessor, Superintendent                                             | 71    |       |

## Dezember
| Tag          | Name                         | Beruf, bekannt als | Alter | Beleg |
| ------------ | ---------------------------- | --- | ----- | ----- |
| 2. Dezember  | Liborius Depkin              | deutscher Theologe, Dichter und Sprachforscher | 56    |       |
| 5. Dezember  | Seki Takakazu                | japanischer Mathematiker |       |       |
| 6. Dezember  | Rupert Kimpfler              | Abt des Benediktinerstiftes Gleink | 70    |       |
| 10. Dezember | Georg Hilmar Ising           | evangelischer Theologe, Historiker und Autor | 71    |       |
| 16. Dezember | Juan Ortega y Montañés       | Erzbischof von Mexiko und Vizekönig von Neuspanien                                                                                                |       |       |
| 20. Dezember | Willem van Bemmel            | deutscher Maler | 78    |       |
| 20. Dezember | Henry Thynne                 | englischer Politiker | 33    |       |
| 24. Dezember | Otto de la Bourde            | Bischof von Gurk (1697–1708) |       |       |
| 28. Dezember | Friedrich Barthol von Bielen | gräflich-schwarzburgischer Gemeinschaftsberghauptmann, auch Rat und Amtmann zu Leutenberg und zuletzt schwarzburg-rudolstädtischer Kammerdirektor |       |       |
| 28. Dezember | Joseph Pitton de Tournefort  | französischer Geistlicher und Botaniker | 52    |       |

## Datum unbekannt
| Tag      | Name                                        | Beruf, bekannt als | Alter | Beleg |
| -------- | ------------------------------------------- | --- | ----- | ----- |
|          | Houessou Akaba                              | vierter König von Dahomey |       |       |
|          | Kondrati Afanassjewitsch Bulawin            | russischer Kosakenführer |       |       |
|          | Johann Anton Coberg                         | deutscher Komponist, Hoforganist und Cembalist                                                                                 |       |       |
|          | Francesco Fontana                           | italienischer Architekt |       |       |
|          | Johann Oswald Harms                         | deutscher Maler und Bühnenbildner                                                                                              |       |       |
|          | Daniel Hartnack                             | deutscher evangelischer Theologe, Schulmeister und Schriftsteller                                                              |       |       |
|          | Friedrich Lucae                             | reformierter Geistlicher und schlesischer Chronist                                                                             |       |       |
|          | Pieter Rembrantsz van Nierop                | niederländischer Kartograph, Astronom, Mathematiker und Landvermesser                                                          |       |       |
|          | Cornelisz van Outhoorn                      | niederländischer Kaufmann, dreifacher Leiter von Dejima, der japanischen Niederlassung der Niederländischen Ostindien-Kompanie |       |       |
|          | Tomás Pereira                               | portugiesischer jesuitischer China-Missionar                                                                                   | ≈63   |       |
|          | Edward Seymour, 4. Baronet of Berry Pomeroy | englischer Politiker |       |       |
|          | Georg Ludwig Stäbenhaber                    | Bauingenieur und Kartograf |       |       |
|          | Philipp Johann Tilemann                     | deutscher Schriftsteller und Theologieprofessor                                                                                |       |       |
|          | Giovanni Battista Triumfetti                | italienischer Arzt und Botaniker                                                                                               |       |       |
| November | Franz Wörger                                | lutherischer Geistlicher und theologischer Schriftsteller                                                                      | 65    |       |